# Hermann von Dechend
Hermann Friedrich Alexander Dechend (desde 1865: von Dechend), (2 de abril de 1814, Marienwerder, Prusia Occidental, Imperio alemán - Ibid., Berlín, 30 de abril de 1890) fue un abogado y político alemán, trabajó en la administración financiera prusiana y fue el primer presidente del Reichsbank, además fue empleador del Consejo de Estado Prusiano.

## Biografía
Hermann Dechend era el hijo del abogado Theodor Dechend en Marienwerder.
Dechend asistió a la escuela secundaria Marienwerder y aprobó el examen Abitur el 17 de octubre de 1834. Estudió en la Universidad Friedrich-Wilhelm en Berlín y la Universidad Rheinische Friedrich-Wilhelms de Derecho y cameralismo. Se convirtió en miembro en 1835, más tarde miembro honorario del Cuerpo Borussia Bonn. Después del examen, que fue el primero en la tierra y la ciudad de Corte , a continuación, el Tribunal de Apelación en Marienwerder. Se trasladó a la administración interna de Prusia y fue del referéndum gubernamental de 1837. Se convirtió en asistente del gobierno en 1841 e hizo en 1844/45 una formación técnico-industrial en Berlín. En la provincia de Westfalia trabajó en 1846 en el gobierno de Arnsberg y en 1847 en Münster. En 1848 llegó al banco principal, pero poco después recibió el liderazgo del Prussian Loan Fund. En 1849 se convirtió en consejero del gobierno en el Ministerio de Comercio. Desde 1851 fue miembro de la dirección principal m del Banco Prusiano. En 1853 se convirtió en el principal asesor financiero secreto. En 1863 fue ascendido a vicepresidente y finalmente en 1864 presidente del Banco Prusiano. Ocupó la presidencia hasta 1875. Después de la fundación del Reich alemán, Dechend fue de 1876 a 1890 el primer presidente del recién fundado Reichsbank, que se hizo cargo de la organización del banco prusiano para crear un banco central.
El Banco Prusiano esencialmente debía su desarrollo de un simple banco central a uno de los principales bancos centrales de Europa. Por lo tanto, Hermann von Dechend participó significativamente en la creación de las condiciones organizativas para el resultado posterior del Reichbank Prusiano. Los billetes del Banco Prusiano de 1867 a 1874 y los billetes del Reichsbank alemán de 1876 a 1884 llevan la firma de Dechend.
De 1867 a 1869 Dechend fue miembro del Reich y del Partido Conservador Libre (RFKP), miembro de la Cámara de Diputados de Prusia , y desde 1872 hasta su muerte en 1890 fue miembro de la Cámara de los Lores de Prusia. En 1884 se convirtió en miembro del Consejo de Estado Prusiano. Desde 1877 fue Imperial Real Geheimrat. Debido a sus méritos, Dechend fue criado el 12 de junio de 1865 en la nobleza prusiana.
Hermann von Dechend murió en Berlín en 1890 a la edad de 76 años y fue enterrado en el Cementerio I de Jerusalén y la Iglesia Nueva frente al Tor Hallesches. La tumba no se conserva.

## Familia
Hermann Friedrich Alexander Dechend se casó con Adelgunde Auguste Wilke el 20 de noviembre de 1823 - 1915 y fue ennoblecido como von Dechend en 1865. Su hija Susanne (1859-1929) se casó con el oficial del ejército prusiano Hugo von Kathen (1855-1932), mientras que su nieta Adelgunde Margaret Beatrice von Dechend (1911-1983) fue la esposa del actor galés Hugh Emrys Griffith (1912-1980). Su hijo Richard von Dechend se casó con Catherine Sinclair Sandwith, hija de Humphrey Sandwith el 2 de abril de 1887 en la Iglesia de la Santísima Trinidad, Paddington, Londres, Inglaterra
- Datos: Q318878